# L'origen de les curses de dracs
L'origen de les curses de dracs (títol original en anglès, Dawn of the Dragon Racers) és un curtmetratge animat per ordinador del 2014 de DreamWorks Animation i dirigit per Elaine Bogan i John Sanford. Basat en la sèrie cinematogràfica Com ensinistrar un drac, el curt compta amb les veus originals en anglès de Jay Baruchel i America Ferrera juntament amb el repartiment de la sèrie de televisió. S'ha doblat al català pel canal SX3.
El curtmetratge té lloc tres anys abans dels esdeveniments de la seqüela, entre els esdeveniments d'Els defensors de l'illa del Fred i Cap a nous horitzons. En el curt, la caça d'una ovella perduda es converteix en una competició entre en Singlot i els seus amics pel primer títol del Campió de carreres de l'illa del Fred.